# 团结社
团结社，又译团结，是美国的一个革命社会主义组织。该组织成立于1986年。该组织起源于托派组织国际社会主义者。国际社会主义者所持观点与正统托洛茨基主义不同，它认为苏联不是“畸形的工人国家”，而是“官僚集体主义”，一种新的非常具有压迫性的阶级社会。2011年，该组织成为第四国际的同情组织；2025年3月，在第四国际第十八次世界大会上，升格为支部。该组织内部的第四国际支持者曾组成第四国际干部会议。